# 汪景祺
汪景祺（1672年—1726年），原名日祺，字无巳，號星堂，浙江杭州人。

## 生平
少年時豪邁不羈，康熙五十三年（1714年）舉人。雍正初年，其友胡期恒任陕西布政使，與年羹尧友好。汪景祺前往探访羹尧，成為幕客。汪景祺曾隨年西游，著有《读书堂西征随笔》二卷，称年是“宇宙之第一伟人”，又说历代名将郭子仪、裴度等人“较之阁下威名，不啻萤光之于日月，勺水之于沧溟。盖自有天地以来，制敌之奇，奏功之速，宁有盛于今日之大将军哉！”，並獻給年羹尧收藏。
年羹尧被抄家時，《读书堂西征随笔》被缴进宫中。雍正帝在首页题字：“悖谬狂乱，至于此极！惜见此之晚，留以待他日，弗使此种得漏网也。”谕旨稱汪景祺“作诗讥讪圣祖仁皇帝，大逆不道”。被枭首示眾，頭被悬挂在菜市口十年。其妻發配黑龙江为奴，兄弟親人皆革职，發配宁古塔。